# NGC 7483
NGC 7483 este o galaxie situată în constelația Peștii. A fost descoperită în 18 septembrie 1830 de către John Herschel. Se află la o distanță de 34,83 de megaparseci de Pământ.